# Watana Muangsook

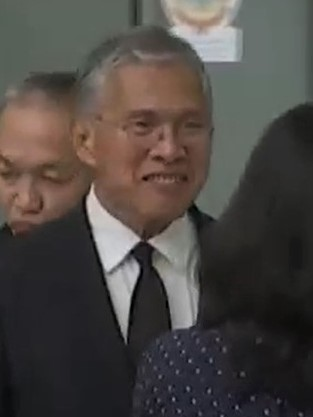
Tribunal concede libertad temporal a Wattana Caso de corrupción de Muang Suk en el proyecto Baan Eua-Athorn Está previsto escuchar la orden judicial el 6 de junio.

Watana Muangsook. (28 de mayo de 1957). Político de tailandés.
Miembro de la Asamblea Nacional de Tailandia desde 1996 hasta el 2000. Secretario y Vicesecretario general de la Oficina del primer ministro. Viceministro de Comercio desde el 3 de octubre de 2002 hasta el 11 de marzo de 2005 en que fue nombrado Ministro de Industria. Después Ministro de Desarrollo desde el 2 de agosto del mismo año hasta el golpe de Estado en Tailandia en 2006 el 19 de septiembre.